# Elisabeth Gruber
Elisabeth Gruber (* 19. November 1984) ist eine österreichische Triathletin und amtierende Staatsmeisterin Cross-Triathlon (2017). Sie wird in der Bestenliste österreichischer Triathletinnen auf der Ironman-Distanz geführt.

## Werdegang

### Vize-Staatsmeisterin Triathlon Mittel- und Langdistanz 2016
Im Juni 2016 wurde sie Vize-Staatsmeisterin auf der Triathlon-Langdistanz und im Juli auch auf der Mitteldistanz.

Im September wurde sie als zweitbeste Österreicherin Sechste bei der Europameisterschaft auf der Halbdistanz im Rahmen der Challenge Walchsee-Kaiserwinkl.

### Staatsmeisterin Cross-Triathlon 2017
Im August 2017 wurde die damals 32-jährige im Rahmen des X-Triathlons (1 km Schwimmen, 24 km Mountainbike und 9 km Laufen) Staatsmeisterin Cross-Triathlon.
Im September wurde sie Vierte bei der Erstaustragung des Ironman Italy.
Elisabeth Gruber lebt in Graz. Sie startet für das ÖTRV Triathlon Langdistanz Nationalteam und wird trainiert von Siri Lindley.

## Sportliche Erfolge
| Datum/Jahr    | Rang | Wettbewerb                                           | Austragungsort  | Zeit     | Bemerkung                                                                                                   |
| ------------- | ---- | ---------------------------------------------------- | --------------- | -------- | --- |
| 10. Juni 2018 | 2    | 575 Keszthely Triathlon                              | Keszthely       | 04:31:43 | [ 2 ] |
| 8. Apr. 2018  | 2    | Triathlon de Portocolom                              | Portocolom      | 04:16:15 | |
| 18. März 2018 | 1    | Agia Napa Triathlon                                  | Agia Napa       | 04:32:37 | Siegerin auf Zypern                                                                                         |
| 27. Aug. 2017 | 4    | Ironman 70.3 Zell am See-Kaprun                      | Zell am See     | 04:38:07 | |
| 9. Apr. 2017  | 1    | Triathlon de Portocolom                              | Portocolom      | 04:09:22 | Siegerin auf Mallorca, neben dem Belgier Michael Van Cleven bei den Männern                                 |
| 4. Sep. 2016  | 6    | ETU Middle Distance Triathlon European Championships | Walchsee        | 04:29:31 | Europameisterschaft auf der Halbdistanz im Rahmen des Challenge Walchsee-Kaiserwinkl                        |
| 30. Juli 2016 | 2    | ÖTRV Staatsmeisterschaft Triathlon Mitteldistanz     | Litschau        | 04:52:52 | Triathlon-Staatsmeisterschaft beim Waldviertler Eisenmann                                                   |
| 24. Mai 2015  | 11   | ETU Middle Distance Triathlon European Championships | Rimini          | 05:12:04 | als beste Österreicherin bei der Europameisterschaft auf der Mitteldistanz – im Rahmen des Challenge Rimini |
| 12. Apr. 2015 | 1    | Triathlon de Portocolom                              | Portocolom      | 04:26:41 | 1 km Schwimmen, 100 km Radfahren und 10 km Laufen                                                           |
| 2010          | 3    | Trumer Triathlon                                     | Obertrum am See |          | Siegerin auf der Sprintdistanz                                                                              |

| Datum/Jahr    | Rang | Wettbewerb                                     | Austragungsort | Zeit     | Bemerkung                                                                                      |
| ------------- | ---- | ---------------------------------------------- | -------------- | -------- | ---------------------------------------------------------------------------------------------- |
| 29. Juli 2018 | 5    | Ironman Switzerland                            | Zürich         | 09:28:25 |                                                                                                |
| 1. Juli 2018  | DNF  | Ironman Austria                                | Klagenfurt     | –        |                                                                                                |
| 23. Sep. 2017 | 4    | Ironman Italy                                  | Cervia         | 09:20:26 | bei der Erstaustragung                                                                         |
| 28. Mai 2017  | 9    | Ironman Brasil                                 | Florianópolis  | 09:08:16 |                                                                                                |
| 2. Okt. 2016  | 2    | Ironman Barcelona                              | Calella        | 09:05:52 |                                                                                                |
| 26. Juni 2016 | 2    | ÖTRV Staatsmeisterschaft Triathlon Langdistanz | Klagenfurt     |          | als Dritte beim Ironman Austria hinter der Australierin Mirinda Carfrae und Michaela Herlbauer |
| 4. Okt. 2015  | 3    | Ironman Barcelona                              | Calella        | 08:54:03 |                                                                                                |

| Datum/Jahr   | Rang | Wettbewerb                               | Austragungsort        | Zeit     | Bemerkung |
| ------------ | ---- | ---------------------------------------- | --------------------- | -------- | --- |
| 5. Aug. 2017 | 1    | ÖTRV Staatsmeisterschaft Cross-Triathlon | Berndorf bei Salzburg | 02:03:58 | Staatsmeisterin Cross-Triathlon im Rahmen des X-Triathlons (1 km Schwimmen, 24 km Mountainbike und 9 km Laufen) |

| Datum/Jahr    | Rang | Wettbewerb                     | Austragungsort | Zeit     | Bemerkung |
| ------------- | ---- | ------------------------------ | -------------- | -------- | --------- |
| 23. Jan. 2010 | 5    | ITU Winter Triathlon World Cup | Zell am See    | 01.41:45 |           |

(DNF – Did Not Finish)